# Das allzeit zufriedene Knäbchen
Das allzeit zufriedene Knäbchen ist ein Schwank. Er steht in Johann Wilhelm Wolfs Deutsche Hausmärchen an Stelle 50.

## Inhalt
Ein Bauernpaar verwöhnt ihr einziges Kind. Auf einer Hochzeit mit viel Süßem weint der Knabe, weil er schon satt ist, die Hosentaschen schon voll und dreimal nach Hause geschleppt hat. Auf das Versprechen, dass alle warten, während er nochmal geht, lacht er wieder.

## Herkunft
Der Titel Das allzeit zufriedene Knäbchen ist bei Wolf nicht mit einem Sternchen (*) versehen, was laut seiner Vorrede anzeigt, dass er selbst den Text ausarbeitete. Der Schwank soll wohl die Folgen zu nachgiebiger Erziehung aufzeigen, wird aber nicht rabiat wie etwa Grimms Das eigensinnige Kind. In Wolfs Sammlung folgt mit Wie der Teufel auf der Flöte blies noch ein weiterer Erziehungsschwank.